# Осада Галикарнаса
Оса́да Галикарна́са (осень 334 года до н. э.) — осада Александром Македонским Галикарнаса, столицы Карии.

## Предыстория
После разгрома персидского войска в сражении на реке Граник
Александр Македонский двигался вдоль береговой линии Малой Азии на юг, захватывая прибрежные города без боя. В Милете гарнизон попытался оказать сопротивление, рассчитывая на помощь сильного персидского флота, но македоняне без труда взяли город штурмом. После этого Александр распустил свой флот, так как его содержание обходилось дорого, а по сравнению с персидским македонский флот был слишком слаб и в битве с ним мог быть уничтожен.
Александр решил вытеснить персидский флот с моря, покорив все прибрежные города. После Милета следующим крупным городом на пути Александра оказался Галикарнас, где сосредоточились крупные силы персов под командованием военачальника Мемнона, грека на службе у царя Дария, и сатрапа Карии Оронтобата.
В Галикарнасе проживало смешанное население из греков и местных карийцев. Карийцы славились как наёмные воины, правительница Галикарнаса Артемисия еще в эпоху греко-персидских войн восхищала царя Ксеркса I своим бесстрашием и являлась его доверенным советником. Город был хорошо укреплен со стороны суши, обнесён крепкой стеной и рвом шириной до 13 метров и глубиной до 7 метров. Со стороны моря превосходство было на стороне персов, ведь флота у Александра не было за исключением транспортных судов для перевозки осадных машин. В гавани Галикарнаса стояли наготове триеры, так что о блокаде города не могло быть и речи. Гарнизон состоял из большого количества греческих наёмников, персов и местных, небоеспособное население покинуло город перед приходом македонян.

## Ход осады

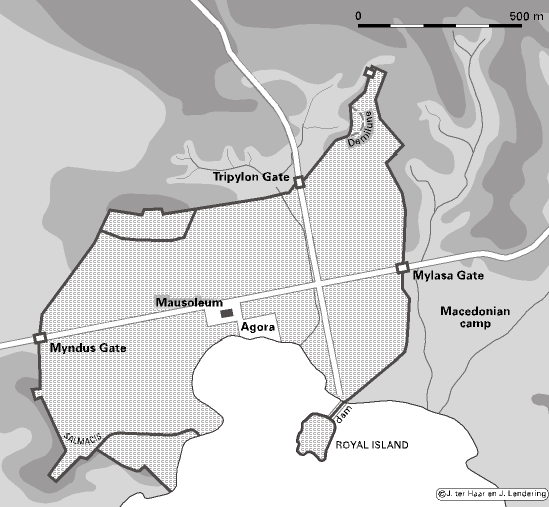
Карта Галикарнаса времен сражения

Галикарнас оказался крепким орешком для македонской армии. Прежде Александр бил противника в поле, либо брал города с ходу, теперь же пришлось вести правильную осаду, применяя опыт, накопленный отцом Александра Филиппом II в его осадах греческих городов. Для штурма Александр выбрал восточную стену Галикарнаса, более удобную для использования осадных машин. С запада от Галикарнаса находился Минд, укрепленный город с недружественно настроенными жителями, в том месте опасно было размещать базовый лагерь. На севере гористая местность (с высоким акрополем) затрудняла подвод тяжелых осадных башен, с юга город омывало море.

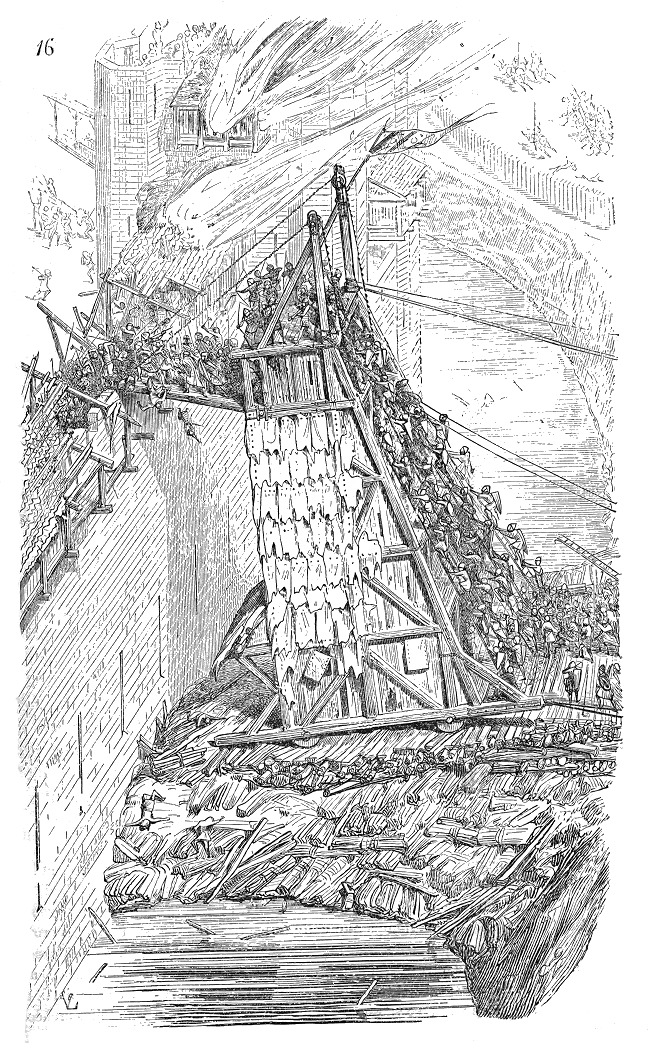
Осадная башня в действии — внизу размещен таран, спереди башня покрыта кожами и шкурами. Ров перед стеной засыпан, чтобы подкатить башню. Рисунок из книги 1856 года

Ров перед стенами засыпали, построили передвижные башни для обстрела обороняющихся, подвели тараны и защитные навесы. Однако на первых порах применить осадную технику не удавалось. Персы делали ночные вылазки с целью сжечь подготовленные сооружения, кровопролитные рукопашные бои шли на подступах к городу. Если же удавалось обрушить стену, то персы легко откидывали македонян, пользуясь большим числом воинов и превосходством в огневой мощи метательных машин, размещенных на стенах.
Опять, как и при осаде Фив, отличились солдаты из полка Пердикки. Двое пьяных друзей в одиночку бросились к стене, намереваясь продемонстрировать удаль. В схватку втянулись остальные воины, и македоняне чуть не ворвались в город на плечах отступающего врага. Но сил для спонтанной атаки не хватило. Более того, по словам Диодора Сицилийского, Александр был вынужден просить перемирия, чтобы собрать под стенами тела своих погибших.
Таранами македоняне обрушили часть восточной стены, однако галикарнассцы возвели за ней новую, мощнее прежней. Когда Александр подвел тараны к новой стене, гарнизон на рассвете сделал крупную вылазку одновременно из двух ворот, удалённых друг от друга. Вылазку возглавил командир греческих наемников Эфиальт, изгнанный из Афин по велению Александра после неудачного восстания в Фивах. Он построил тысячу гоплитов глубокой фалангой, еще тысяча солдат несла факелы. Осаждённым удалось поджечь часть осадной техники, но македоняне не дали распространиться огню. Фаланга Эфиальта опрокинула македонских солдат, которые несли потери также от обстрела дротиками из катапульт с деревянной башни высотой в 45 м, возведенной за новой стеной. Наблюдая за успехом Эфиальта, Мемнон ввел в бой свежие подкрепления. Отчаянное положение македонян спасли ветераны, освобожденные от сражения по причине возраста. Построившись так плотно, что их щиты перекрывались, они сдержали натиск персов. Эфиальт погиб в бою.
В вылазке гарнизон потерял до тысячи человек, в основном при отступлении и давке у ворот. У македонян в этой вылазке погибло, по словам Арриана, около 40 человек, но, судя по его оговорке, возможно учитывались потери только среди знатных македонян.

## Итоги осады

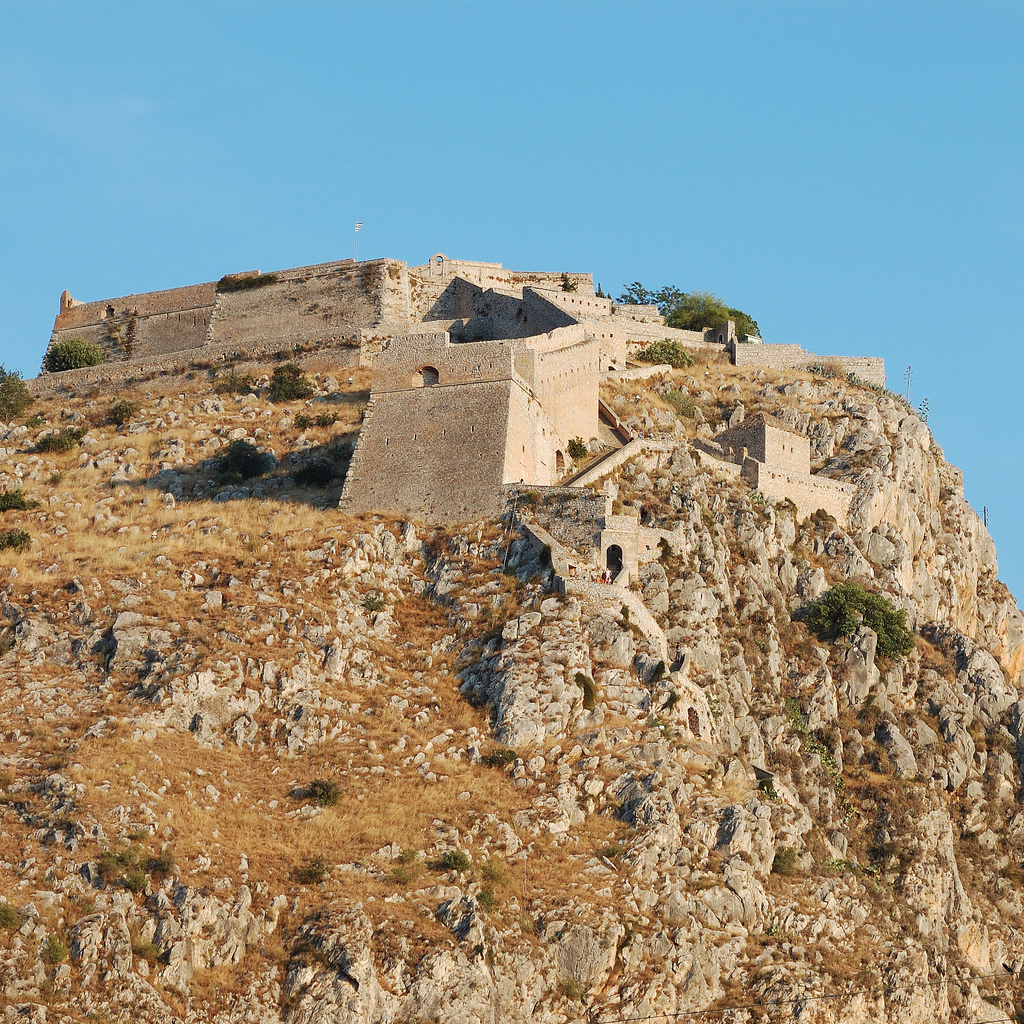
Типичный акрополь греческого города. На этой фотографии акрополя Нафплиона изображена средневековая крепость, но, вероятно, Салмакис в Галикарнасе выглядел примерно так же.

На ночном совещании персидских военачальников решено было оставить город. Стены были в немалой степени разрушены, гарнизон потерял много людей убитыми и ещё больше ранеными. Крепость могла стать западнёй для защитников.

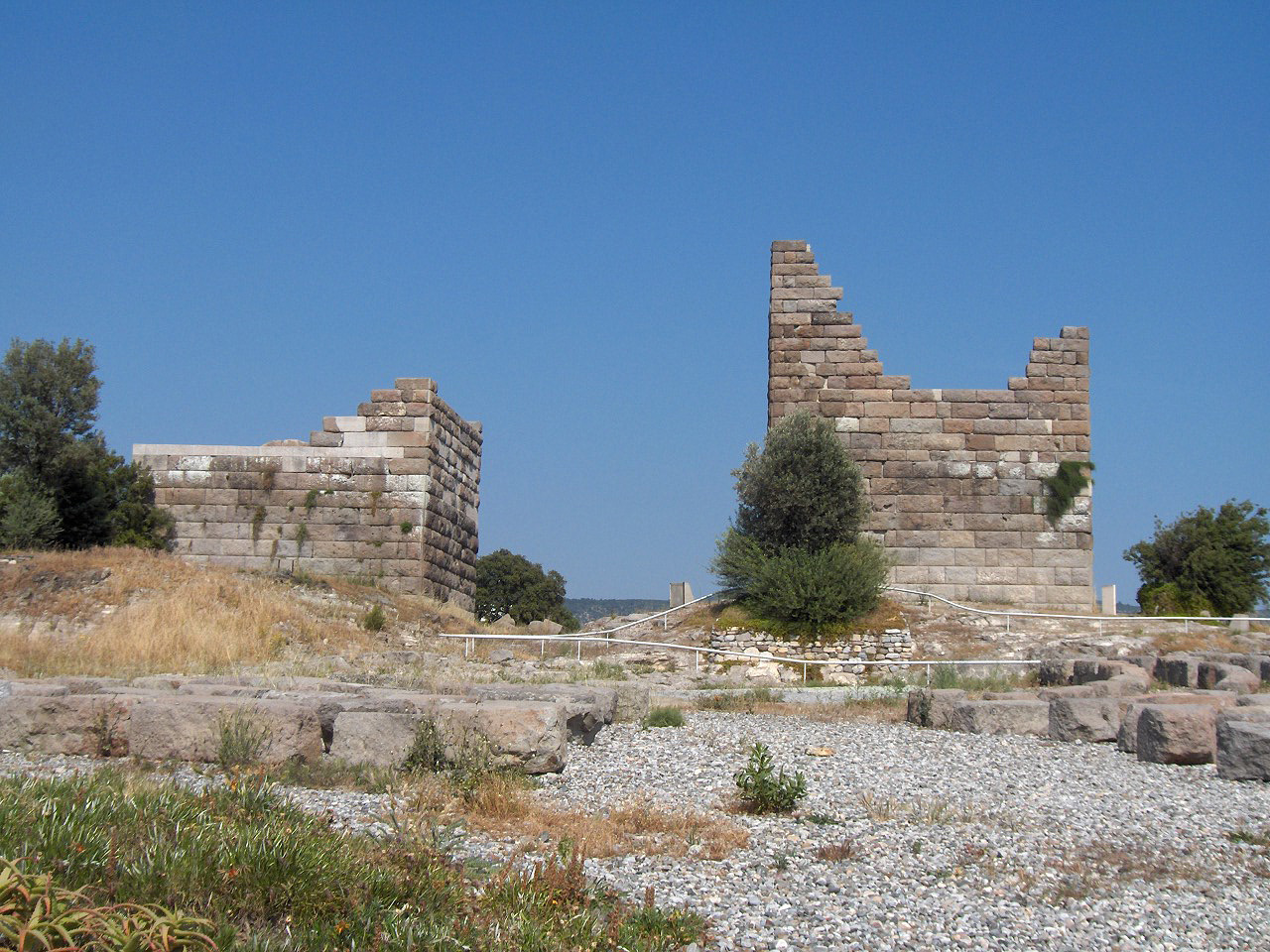
Руины античной крепости в Галикарнасе (совр. Бодруме)

Персы послали гарнизон под командованием Оронтобата с большим запасом провизии в акрополь, крепость на высоком холме внутри города. Остальные во главе с Мемноном эвакуировались на соседний остров Кос. В Галикарнасе было 2 акрополя, наиболее высокий на севере города, но скорее всего (так как Арриан назвал акрополь Салмакисом) гарнизон засел в крепости на холме, примыкающему к морю, на окраине Галикарнаса. Перед эвакуацией подожгли защитные деревянные башни и склады, чтобы ничего не досталось противнику.
На рассвете Александр вступил в пустой город. Он приказал окружить укреплениями акрополь, город же до основания разрушил. Акрополь был слишком неприступен, чтобы тратить силы на его штурм. Оставив 3200 солдат под командованием Полемея для завершения дел и передав власть в Карии своей союзнице, царице Аде, Александр двинулся дальше на восток по побережью Средиземного моря.
Мемнон сохранил военные силы, сильный флот и развил кампанию в тылу Александра по захвату островов Эгейского моря, готовя плацдарм для вторжения в Грецию, где было много недовольных македонской гегемонией. К счастью для Александра, наиболее опасный из его противников вскоре умер от болезни. Гарнизон в акрополе держался ещё год, но был разбит в бою, и вся прилегающая область Карии покорилась македонянам.